# Лю Фучжи
Лю Фучжи́ (кит. упр. 刘复之, пиньинь Liú Fùzhī; 1917—2013) — китайский государственный деятель, министр юстиции КНР (1982—1983), министр общественной безопасности КНР (1983—1985), генеральный прокурор КНР (1988—1993).

## Биография
Родился в уезде Мэйсянь провинции Гуандун, в марте 1917 года. Вступил в КПК в 1938 году.
После образования КНР занимал должности заместителя начальника Главного управления министерства общественной безопасности, заместителя министра общественной безопасности. Во время «культурной революции» был снят со всех постов и подвергнут тюремному заключению. В 1970-х реабилитирован и восстановлен на службе. Впоследствии занимал должности министра юстиции (1982—1983), министра общественной безопасности (апрель 1983 — сентябрь 1985), генерального прокурора КНР (1988—1993).
В 1983—1984 был президентом Китайского университета политических и правовых наук в Пекине.
Лю Фучжи был членом ЦК КПК 12-го созыва с 1982 по 1985, и членом Центральной комиссии советников с 1987 по 1992 год.
Скончался 25 августа 2013 года.